# Neist Point
Neist Point [ni:st pɔɪnt] ist eine kleine Halbinsel auf der schottischen Insel Skye und markiert mit ihrem Leuchtturm den westlichsten Punkt der Insel.

## Leuchtturm
Der 19 m hohe, runde Leuchtturm wurde von David Alan Stevenson erbaut und 1909 in Dienst gestellt. Die Anlage wird immer noch genutzt, allerdings wurde die Technik 1990 automatisiert, sodass Personal nicht ständig vor Ort sein muss. Die Steuerung erfolgt heute durch das Northern Lighthouse Board aus Edinburgh.
Im Oktober 1971 wurden der drei Stockwerke hohe Turm und die dazugehörigen Gebäude unter Denkmalschutz gestellt und in die amtlichen Denkmallisten des Vereinigten Königreichs aufgenommen. Die Anlage wurde in die Kategorie B eingeordnet und gehört demnach zur Gruppe der Bauwerke mit regionaler oder mehr als lokaler Bedeutung, die wichtige Beispiele für eine spezielle Periode, einen speziellen Baustil oder eine spezielle Gebäudeart darstellen.

## Tourismus

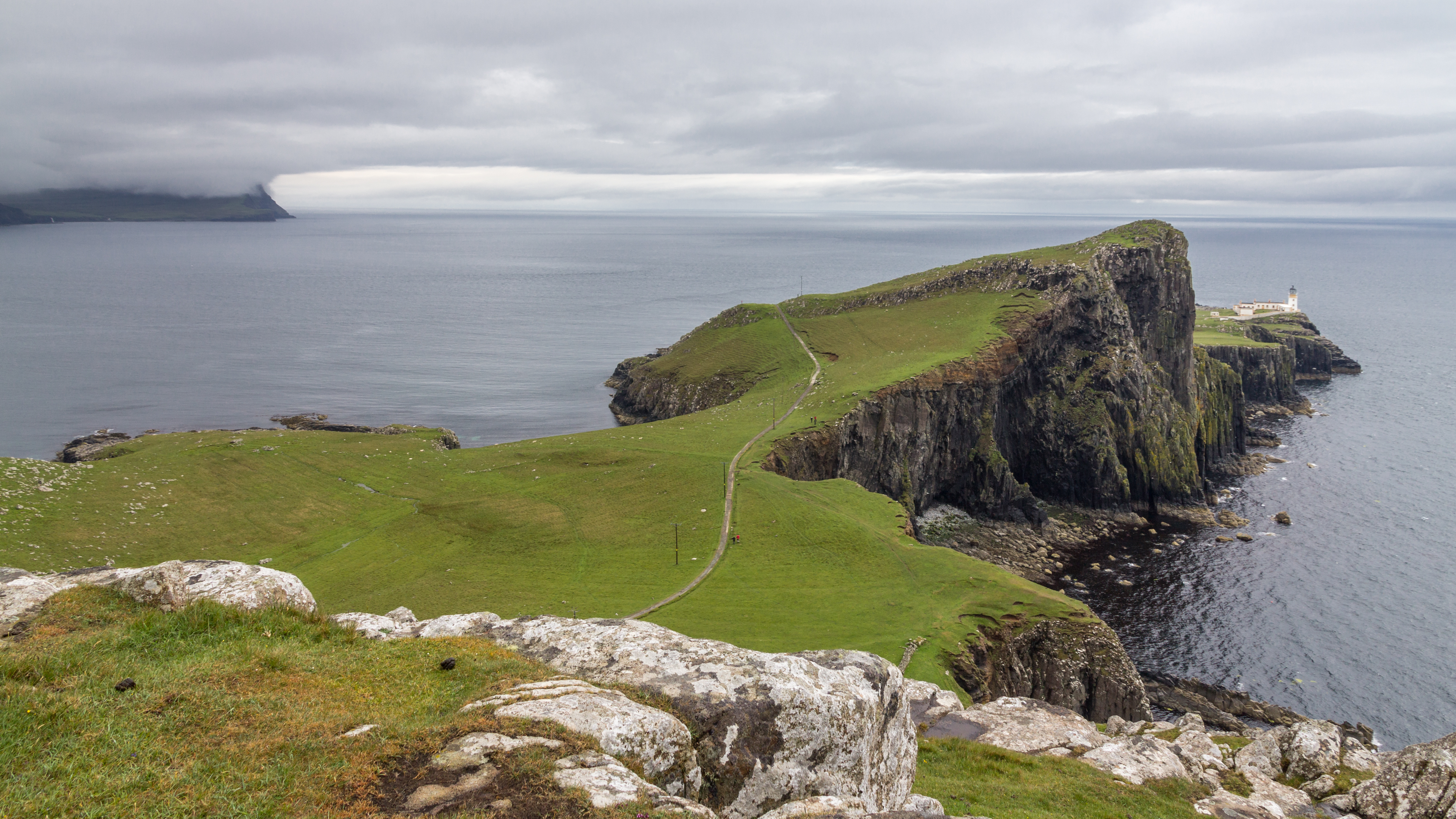
Neist Point mit Lighthouse

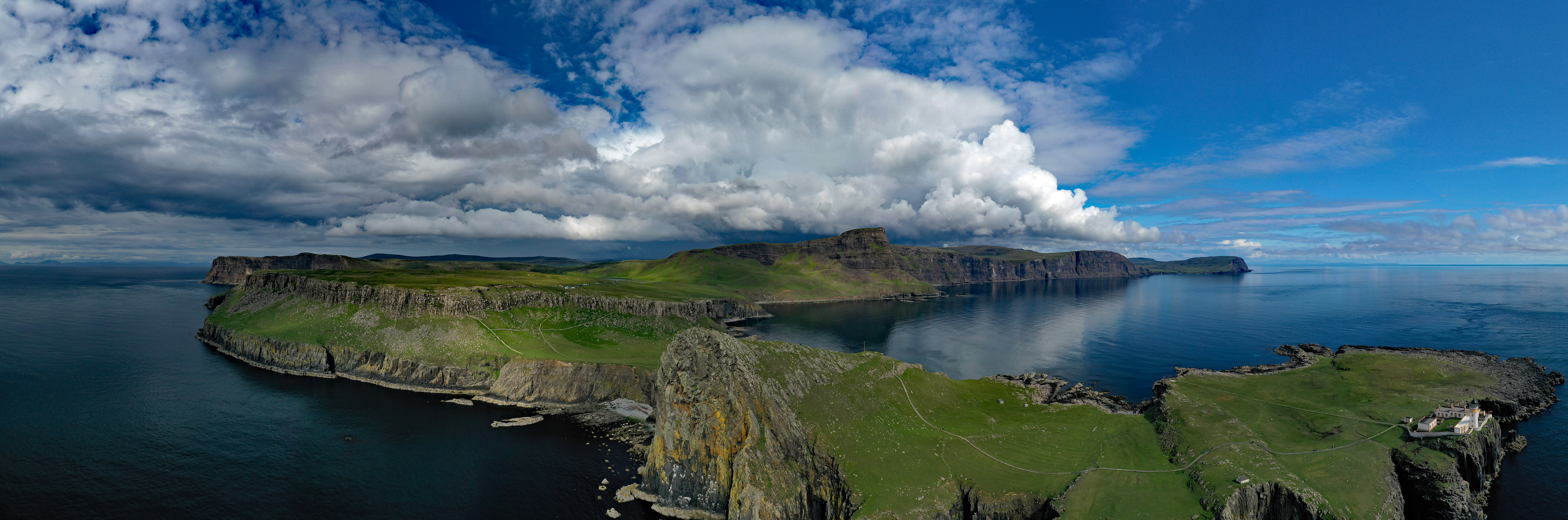
180° Luftbildpanorama

Mit den steilen Klippen und dem Gipfel des Waterstein Head (296 m) stellt die Halbinsel zusammen mit dem Leuchtturm einen Anziehungspunkt für Touristen aus aller Welt dar. Neben den unvermeidlichen schottischen Schafen können am Neist Point zahlreiche Seevögel sowie mit etwas Glück auch Robben, Delphine und Wale beobachtet werden, die zum Teil direkt unter den Klippen schwimmen.
Erreichen kann man Neist Point von Dunvegan aus auf der B884, einer einspurigen Straße („Single Track Road“) in Richtung Milovaig. Kurz vor Milovaig zweigt eine kleine Straße ab, die über einige Viehgitter direkt zu einem kleinen Parkplatz oberhalb der Klippen führt. Von dort aus ist die Halbinsel nur zu Fuß begehbar. Eine in den Fels gebaute Treppe führt den Berg hinunter über die Rückseite der ca. 100 m steil aufragenden Klippe auf die andere Seite, bis hinunter zum Leuchtturm.
Übernachtungsmöglichkeiten gibt es im angrenzenden Glendale. In den benachbarten Ortschaften gibt es zudem einige B&B, ferner ein Hostel und einige Hotels in der nicht weit entfernten Kleinstadt Dunvegan.